# منتخب ألبانيا لكرة السلة
منتخب ألبانيا لكرة السلة هو ممثل ألبانيا الرسمي في المنافسات الدولية في كرة السلة. ينتمي إلى منطقة الاتحاد الأوروبي لكرة السلة. انضم إلى الاتحاد الدولي لكرة السلة في عام 1947.

## البطولات التي شارك فيها
- بطولة أمم أوروبا لكرة السلة